# Río Pativilca
Der Río Pativilca ist ein 170 km langer Zufluss des Pazifischen Ozeans in Peru.

## Flusslauf
Der Río Pativilca durchfließt die Verwaltungsregion Ancash sowie den äußersten Norden der Verwaltungsregion Lima, etwa 165 km nördlich der Landeshauptstadt Lima. Der Río Pativilca entspringt im Norden der Cordillera Huallanca auf einer Höhe von etwa 4800 m. Er fließt anfangs 95 km in überwiegend südsüdwestlicher Richtung durch das Gebirge. Er nimmt die Nebenflüsse Río Rapay und Río Gorgor, beide von links auf. Anschließend wendet sich der Fluss in Richtung Westsüdwest. Bei Flusskilometer 45 trifft der Río Ocros von Norden kommend auf den Río Pativilca. Dessen Flusstal verbreitert sich ab Flusskilometer 25. Der Río Pativilca mündet schließlich 4 km nordwestlich der Stadt Barranca ins Meer. 3,7 km oberhalb der Mündung überquert die Panamericana den Fluss. 

## Einzugsgebiet und Hydrologie
Der Río Pativilca entwässert ein Areal von etwa 4670 km². Das Einzugsgebiet wird im Osten durch die Gebirgskämme Cordillera Huayhuash und Cordillera Huallanca begrenzt. Im Norden reicht das Einzugsgebiet bis zum Südende der Cordillera Blanca. Das untere Flusstal des Río Patvilca bildet die Südgrenze der Cordillera Negra. Der Abfluss schwankt im Jahresverlauf sehr stark. Während der niederschlagsreichen Zeit von Januar bis Mai führt der Fluss die größten Wassermengen.

## Wasserkraftnutzung
Das Wasserkraftwerk Cahua befindet sich bei Flusskilometer 60 am linken Flussufer des Río Pativilca. 10 Kilometer flussaufwärts wird an einem Wehr ein Teil des Flusswassers abgeleitet und über eine unterirdische Wasserleitung dem Kraftwerk zugeführt.